# Evolução da Suécia para potência

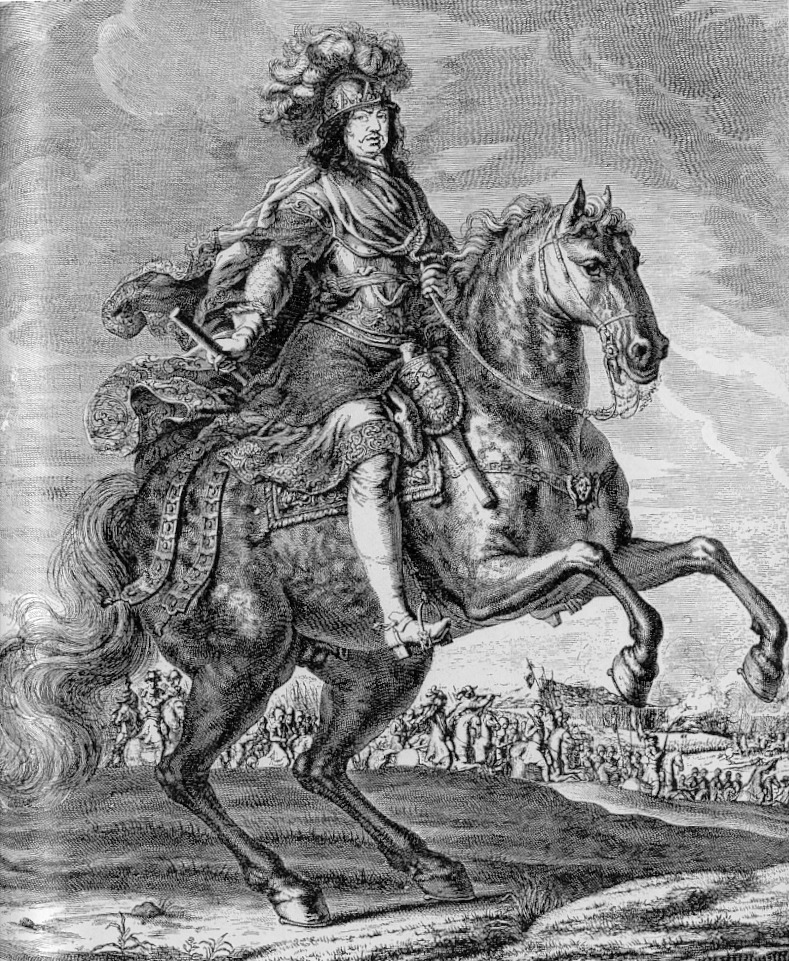
Carlos X.

O filho de Carlos IX, Gustavo II Adolfo pôs fim a guerras contra a Dinamarca (1613), a Rússia (1617) e estendeu o domínio da Suécia a grande parte da costa do Mar Báltico até 1632. Esse domínio foi assegurado em 1648 após a Paz de Vestfália que deu fim à Guerra dos Trinta Anos. Ele desenvolveu a indústria armamentista, a produção de madeira e ferro, reorganizou o exército e a marinha e aumentou a participação dos nobres, das cidades e do parlamento na política. Carlos X e Carlos XI levaram a Suécia a suas fronteiras atuais através de novas guerras contra dinamarqueses e noruegueses. Durante o período regencial — que durou a infância de Carlos XI — foram fundados o Banco da Suécia e a Universidade de Lund. Também se desenvolveram as outras artes e a cidade de Estocolmo. Depois de ter saído vencedora de confrontos com a Rússia, a Polónia e a união Dinamarca-Noruega, a Suécia emergiu como uma potência, apesar de a sua população não ultrapassar o milhão de pessoas. A participação da Suécia na Guerra dos Trinta Anos, quando governava Gustavo II Adolfo, ajudou a determinar as relações políticas e religiosas na Europa.